# Юринське сільське поселення
Ю́ринське сільське поселення — муніципальне утворення в складі Сарапульського району Удмуртії, Росія. Адміністративний центр — присілок Юрино.
Населення становить 587 осіб (2019, 668 у 2010, 680 у 2002).

## Склад
До складу поселення входять такі населені пункти:
| Населений пункт | Населення, осіб (2002) | Населення, осіб (2010) |
| --------------- | ---------------------- | ---------------------- |
| Виїзд, село     | 178                    | 184                    |
| Юрино, присілок | 502                    | 484                    |

В поселенні діють школа, садочок, 2 клуба, 2 бібліотеки та 2 фельдшерсько-акушерських пункти.